# Peytomeer
Peyto Lake is een door een gletsjer gevoed meer in het nationaal park Banff in de Canadese Rocky Mountains.
Het meer is genoemd naar Ebenezer William Peyto, een vroege gids en stroper in het gebied.
Het meer is gemakkelijk te bereiken via de Icefields Parkway (Highway 93) en is het best te zien vanaf de Bow Summit van de Icefield Parkway.
Het meer is gevormd in een vallei van de Waputik Mountains op een hoogte van 1860 meter en wordt gevoed door de beek Peyto Creek, dat water meebrengt van het Cladron-meer en de Peyto-gletsjer.
Gedurende de zomer stroomt er een aanzienlijke hoeveelheid rotspoeder (rock flour) in het meer, dat ontstaan is door de erosie in de gletsjer. Dit rotspoeder zorgt voor de bijzondere blauwe kleur van het water.

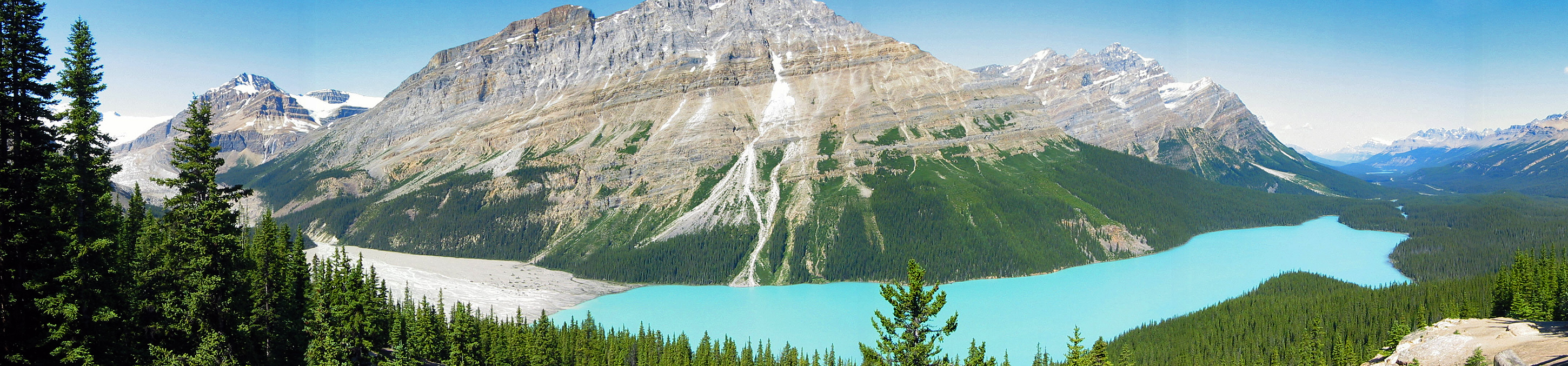
Panorama van het Peytomeer